# TROPICAL NIGHT
《TROPICAL NIGHT》是日本男子組合JO1的第7張單曲，於2023年4月5日由LAPONE娛樂發行。此單曲的主題是「 追求目標的熱情， 燃燒殆盡的青春是美麗的」。

## 概要
單曲分為附有DVD的初回限定盤A和初回限定盤B、以及只有CD的通常盤。主打曲《Tiger》和《Comma,》收錄於所有版本。《Forever Here》收錄於初回限定盤A及通常盤；《Trigger》收錄於初回限定盤B及通常盤。成員木全翔也參與演出的《無可奈何我們的戀愛論》的主題曲《We Good》以及由鶴房汐恩主演的《致鬱生日》的主題曲《Romance》分別收錄於初回限定盤A和B。首批生產的初回限定盤A、初回限定盤B及通常盤均附有活動應募券及各版本不同的交換卡。

## 歌曲及MV
《We Good》於2023年1月19日以特別數位單曲發行，1月29日在「GMO SONIC 2023」初次表演此曲。
《Romance》於2月1日在 TikTok先行公開，其後在同月8日以特別數位單曲發行。
在3月18日在泰國曼谷舉行的「KCON 2023 THAILAND」JO1初次表演主打曲《Tiger》，並在24日在YouTube公開music video。其後在30日在韓國Mnet的音樂節目「M COUNTDOWN」表演其韓文版本。
4月27日在YouTube公開《Trigger》的performance video。